# Tmesisternus avarus
Tmesisternus avarus è una specie di coleottero del genere Tmesisternus, famiglia Cerambycidae. Fu descritta scientificamente da Pascoe nel 1868 e abita frequentemente le foreste tropicali della Papua Nuova Guinea. È una specie che raggiunge dimensioni tra i 13 e i 14 mm.